# Brudzyń (województwo wielkopolskie)
Brudzyń (dawniej Brodzino) – osada w Polsce położona w województwie wielkopolskim, w powiecie tureckim, w gminie Brudzew.
Miejscowość położona jest około 2 kilometry od Brudzew, w pobliżu drogi wojewódzkiej nr 470.
Etymologia nazwy wskazuje na bliskie powiązanie z pobliskim Brudzewem.
We wsi znajduje się duży park o powierzchni około 10,8 hektara. Rosną w nim głównie lipy, świerki, olchy, jesiony i wierzby. 

## Historia
Pierwsza wzmianka o jej istnieniu pochodzi z 1415 roku. 
Słownik geograficzny Królestwa Polskiego podaje, że na początku XIX wieku Brudzyń była bardzo rozległym folwarkiem, położonym przy drodze bitej kalisko-warszawskiej, około 10 wiorst od Turku i 14 wiorst od Koła. Wtedy Brudzyń graniczył z Wolą Rozostową, Marulewem, Brudzewem i Russocicami.
Ogółem ziemi folwarcznej było tu 2487 mórg, w tym folwark Brudzyń 555 mórg, Smolina 1714 mórg oraz Izabelin (erygowany w 1868 roku) 218 mórg. Grunty orne stanowiły 1022 morgi, łąki 167 mórg, pastwiska 82 morgi, ogrody 10 mórg, tereny pod wodami 7 mórg, pod zabudowaniami 6 mórg, lasy 1028 mórg, zarośla 115 mórg, a zabudowania i nieużytki 50 mórg. Znajdowało się tutaj 9 domów folwarcznych oraz 12 innych zabudowań gospodarczych. Gospodarstwo trudniło się hodowlą inwentarzy (głównie koni), uprawą roli, gospodarką leśną i ogrodową w stanie kwitnącym. SgKP wspomina o pięknie murowanych zabudowaniach ekonomicznych oraz obszernym dworze architektury pałacowej.

### Po II wojnie światowej
Do wybuchu II wojny światowej Brudzyń należał do rodziny Kożuchowskich (ostatnim jego właścicielem był Pius Kożuchowski).
W latach 1975–1998 miejscowość administracyjnie należała do województwa konińskiego.
Sołectwo Brudzyń powstało w 1997 roku na bazie dwóch wsi: Brudzynia i Smoliny. Wcześniej Brudzyń był Państwowym Gospodarstwem Rolnym, a Smolina należała do obrębu ewidencyjnego Chrząblice.

## Ochotnicza Straż Pożarna
Jednostka Ochotniczej Straży Pożarnej w Brudzyniu powstała w 1958 roku.
W roku 1994 Agencja Własności Rolnej Skarbu Państwa przekazała nieodpłatnie działkę na 
rzecz gminy Brudzew pod budowę remizo-świetlicy dla OSP Brudzyń.
W 1997 roku wybudowano garaż, a Urząd Gminy zlecił opracowanie dokumentacji na budowę remizo-świetlicy dla OSP. W 2002 roku druhowie z OSP przy wsparciu finansowym Urzędu Gminy rozpoczęli budowę budynku.